# Toorongus
Toorongus là một chi bọ cánh cứng trong họ 
Elateridae.
Chi này được miêu tả khoa học năm 1957 bởi Neboiss.

## Các loài
Các loài trong chi này gồm:
- Toorongus bivius Neboiss, 1957
- Toorongus excelsus Neboiss, 1957
- Toorongus jugulatus (Candèze, 1900)
- Toorongus minutus (Schwarz, 1903)